# Margaret Molesworth
Pour les articles homonymes, voir Molesworth.
Maud Margaret « Mall » Mutch (18 octobre 1894 à Brisbane – 9 juillet 1985 à Sydney), plus connue sous son nom de femme mariée Margaret Molesworth, est une joueuse de tennis australienne de l'entre-deux-guerres.

## Biographie

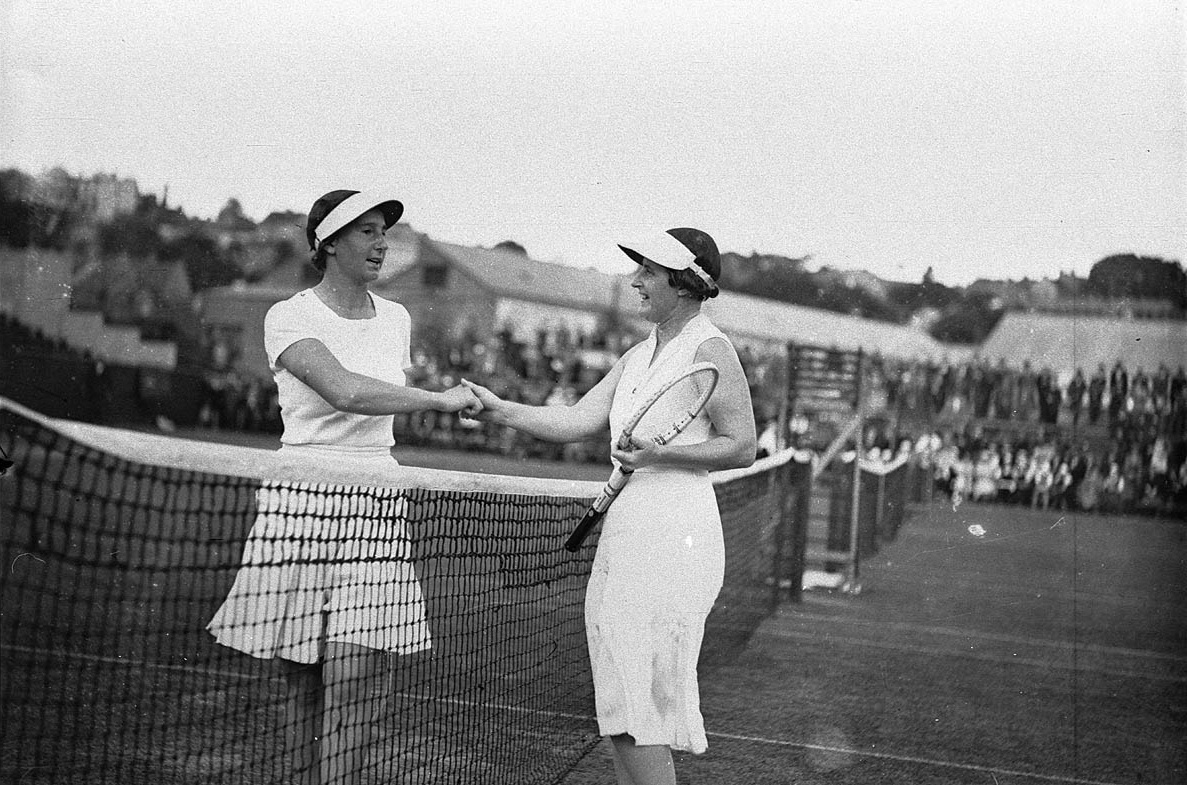
Maude Margaret Molesworth et Dorothy Round en 1934.

En 1922, elle a remporté la première édition des Internationaux d'Australie en simple, battant sa compatriote Esna Boyd en finale. Elle réédite la performance l'année suivante, face à la même adversaire.
En 1934, à 40 ans, elle atteint la finale de l'épreuve, cette fois battue par Joan Hartigan.
Margaret Molesworth s'est aussi imposée en double dames en 1930, 1933 et 1934, associée à Emily Hood Westacott.

## Palmarès (partiel)

### Titres en simple dames
| No | Date       | Nom et lieu du tournoi               | Catégorie | Surface      | Finaliste | Score     |          |
| -- | ---------- | ------------------------------------ | --------- | ------------ | --------- | --------- | -------- |
| 1  | 01/12/1922 | Australasian Championships, Sydney   | G. Chelem | Gazon (ext.) | Esna Boyd | 6-3, 10-8 | Parcours |
| 2  | 11/08/1923 | Australasian Championships, Brisbane | G. Chelem | Gazon (ext.) | Esna Boyd | 6-1, 7-5  | Parcours |

### Finale en simple dames
| No | Date       | Nom et lieu du tournoi           | Catégorie | Surface      | Vainqueure    | Score    |          |
| -- | ---------- | -------------------------------- | --------- | ------------ | ------------- | -------- | -------- |
| 1  | 18/01/1934 | Australian Championships, Sydney | G. Chelem | Gazon (ext.) | Joan Hartigan | 6-1, 6-4 | Parcours |

### Titres en double dames
| No | Date       | Nom et lieu du tournoi             | Catégorie | Surface      | Partenaire           | Finalistes                         | Score         |          |
| -- | ---------- | ---------------------------------- | --------- | ------------ | -------------------- | ---------------------------------- | ------------- | -------- |
| 1  | 18/01/1930 | Australian Championships Melbourne | G. Chelem | Gazon (ext.) | Emily Hood Westacott | Marjorie Cox Crawford Sylvia Lance | 6-3, 0-6, 7-5 | Parcours |
| 2  | 21/01/1933 | Australian Championships Melbourne | G. Chelem | Gazon (ext.) | Emily Hood Westacott | Joan Hartigan Marjorie Gladman     | 6-3, 6-2      | Parcours |
| 3  | 18/01/1934 | Australian Championships Sydney    | G. Chelem | Gazon (ext.) | Emily Hood Westacott | Joan Hartigan Ula Valkenburg       | 6-8, 6-4, 6-4 | Parcours |

### Finale en double dames
| No | Date       | Nom et lieu du tournoi              | Catégorie | Surface      | Vainqueures            | Partenaire      | Score    |          |
| -- | ---------- | ----------------------------------- | --------- | ------------ | ---------------------- | --------------- | -------- | -------- |
| 1  | 11/08/1923 | Australasian Championships Brisbane | G. Chelem | Gazon (ext.) | Esna Boyd Sylvia Lance | Beryl H. Turner | 6-1, 6-4 | Parcours |

### Finale en double mixte
| No | Date       | Nom et lieu du tournoi              | Catégorie | Surface      | Vainqueures              | Partenaire    | Score         |          |
| -- | ---------- | ----------------------------------- | --------- | ------------ | ------------------------ | ------------- | ------------- | -------- |
| 1  | 11/08/1923 | Australasian Championships Brisbane | G. Chelem | Gazon (ext.) | Sylvia Lance Horace Rice | Bert St. John | 2-6, 6-4, 6-4 | Parcours |

## Parcours en Grand Chelem (partiel)
Si l’expression « Grand Chelem » désigne classiquement les quatre tournois les plus importants de l’histoire du tennis, elle n'est utilisée pour la première fois qu'en 1933, et n'acquiert la plénitude de son sens que peu à peu à partir des années 1950.

### En simple dames
| Année | Championnat d'Australasie Championnat d'Australie | Championnat d'Australasie Championnat d'Australie | Championnat de France Internationaux de France | Championnat de France Internationaux de France | Wimbledon       | Wimbledon    | US National | US National |
| ----- | ------------------------------------------------- | ------------------------------------------------- | ---------------------------------------------- | ---------------------------------------------- | --------------- | ------------ | ----------- | ----------- |
| 1922  | Victoire                                          | Esna Boyd                                         | -                                              | -                                              | -               | -            | -           | -           |
| 1923  | Victoire                                          | Esna Boyd                                         | -                                              | -                                              | -               | -            | -           | -           |
| 1924  | 1/4 de finale                                     | K. Le Mesurier                                    | -                                              | -                                              | -               | -            | -           | -           |
| 1928  | 1/4 de finale                                     | Esna Boyd                                         | -                                              | -                                              | -               | -            | -           | -           |
| 1929  | 1/4 de finale                                     | Sylvia Lance                                      | -                                              | -                                              | -               | -            | -           | -           |
| 1930  | 1/4 de finale                                     | Sylvia Lance                                      | -                                              | -                                              | -               | -            | -           | -           |
| 1931  | 1er tour (1/16)                                   | Frances Hoddle                                    | -                                              | -                                              | -               | -            | -           | -           |
| 1933  | 1/4 de finale                                     | Joan Hartigan                                     | -                                              | -                                              | -               | -            | -           | -           |
| 1934  | Finale                                            | Joan Hartigan                                     | 3e tour (1/8)                                  | Nancy Lyle                                     | 1er tour (1/64) | Madzy Rollin | -           | -           |
| 1935  | 2e tour (1/8)                                     | May Blick                                         | -                                              | -                                              | -               | -            | -           | -           |

À droite du résultat, l’ultime adversaire.

### En double dames
| Année | Championnat d'Australasie Championnat d'Australie | Championnat d'Australasie Championnat d'Australie | Championnat de France Internationaux de France | Championnat de France Internationaux de France | Wimbledon                   | Wimbledon                 | US National | US National |
| ----- | ------------------------------------------------- | ------------------------------------------------- | ---------------------------------------------- | ---------------------------------------------- | --------------------------- | ------------------------- | ----------- | ----------- |
| 1922  | 1/2 finale Jessie Watson                          | Esna Boyd M. Mountain                             | -                                              | -                                              | -                           | -                         | -           | -           |
| 1923  | Finale Beryl H.                                   | Esna Boyd Sylvia Lance                            | -                                              | -                                              | -                           | -                         | -           | -           |
| 1924  | 1/2 finale D. Rendall                             | D. Akhurst Sylvia Lance                           | -                                              | -                                              | -                           | -                         | -           | -           |
| 1928  | 1/4 de finale C. Buttsworth                       | D. Akhurst Esna Boyd                              | -                                              | -                                              | -                           | -                         | -           | -           |
| 1929  | 1/2 finale Emily Hood                             | D. Akhurst L. Bickerton                           | -                                              | -                                              | -                           | -                         | -           | -           |
| 1930  | Victoire Emily Hood                               | Marjorie Cox Sylvia Lance                         | -                                              | -                                              | -                           | -                         | -           | -           |
| 1931  | 1/2 finale Emily Hood                             | L. Bickerton D. Akhurst                           | -                                              | -                                              | -                           | -                         | -           | -           |
| 1933  | Victoire Emily Hood                               | Joan Hartigan M. Gladman                          | -                                              | -                                              | -                           | -                         | -           | -           |
| 1934  | Victoire Emily Hood                               | Joan Hartigan U. Valkenburg                       | 2e tour (1/8) Joan Hartigan                    | Doris Metaxa C. Rosambert                      | 3e tour (1/8) Joan Hartigan | Elsa Haylock R. Armstrong | -           | -           |
| 1935  | 1/2 finale Emily Hood                             | E. Dearman Nancy Lyle                             | -                                              | -                                              | -                           | -                         | -           | -           |

Sous le résultat, la partenaire ; à droite, l’ultime équipe adverse.

### En double mixte
| Année | Championnat d'Australasie Championnat d'Australie | Championnat d'Australasie Championnat d'Australie | Championnat de France Internationaux de France | Championnat de France Internationaux de France | Wimbledon | Wimbledon | US National | US National |
| ----- | ------------------------------------------------- | ------------------------------------------------- | ---------------------------------------------- | ---------------------------------------------- | --------- | --------- | ----------- | ----------- |
| 1922  | 1/4 de finale L. Baker                            | Esna Boyd John Hawkes                             | -                                              | -                                              | -         | -         | -           | -           |
| 1923  | Finale Bert St. John                              | Sylvia Lance Horace Rice                          | -                                              | -                                              | -         | -         | -           | -           |
| 1924  | 1/4 de finale GN Roberts                          | D. Akhurst Jim Willard                            | -                                              | -                                              | -         | -         | -           | -           |
| 1929  | 1/4 de finale Colin Gregory                       | L. Bickerton R. Wertheim                          | -                                              | -                                              | -         | -         | -           | -           |
| 1930  | 1/4 de finale J. Grinstead                        | Marjorie Cox Jack Crawford                        | -                                              | -                                              | -         | -         | -           | -           |
| 1931  | 1/4 de finale R. Cummings                         | Nell Hall Harry Hopman                            | -                                              | -                                              | -         | -         | -           | -           |
| 1934  | 2e tour (1/8) H. Goodwin                          | J. Cassidy Norman Peach                           | -                                              | -                                              | -         | -         | -           | -           |
| 1935  | 2e tour (1/8) J. Grinstead                        | Dorothy Round Fred Perry                          | -                                              | -                                              | -         | -         | -           | -           |

Sous le résultat, le partenaire ; à droite, l’ultime équipe adverse.